# 蔡敬熙
蔡敬熙，浙江仁和（今浙江杭州）人，清朝政治人物。附监出身。
蔡敬熙曾于1880年接替茅绍祺任娄县知县一职，1880年由陈熊才接任。